# Copa d'Europa de futbol 1989-90
La Copa d'Europa de futbol 1989-90 fou l'edició número trenta-cinc en la història de la competició. Es disputà entre el setembre de 1989 i el maig de 1990, amb la participació inicial de 32 equips de 31 federacions diferents.
La competició fou guanyada per l'AC Milan a la final davant del SL Benfica, guanyant així el seu quart títol.

## Primera ronda
| Equip 1               | Global | Equip 2                  | Anada | Tornada |
| --------------------- | ------ | ------------------------ | ----- | ------- |
| Malmö FF              | 2-1    | Internazionale           | 1-0   | 1-1     |
| Rosenborg BK          | 0-5    | KV Mechelen              | 0-0   | 0-5     |
| AC Milan              | 5-0    | HJK Helsinki             | 4-0   | 1-0     |
| Spora Luxemburg       | 0-9    | Reial Madrid CF          | 0-3   | 0-6     |
| Rangers FC            | 1-3    | Bayern Múnic             | 1-3   | 0-0     |
| Sliema Wanderers      | 1-5    | 17 Nëntori Tirana        | 1-0   | 0-5     |
| Steaua Bucarest       | 5-0    | Fram                     | 4-0   | 1-0     |
| PSV Eindhoven         | 5-0    | FC Luzern                | 3-0   | 2-0     |
| Sparta Praga          | 5-2    | Fenerbahçe SK            | 3-1   | 2-1     |
| Ruch Chorzów          | 2-6    | CSKA Sofia               | 1-1   | 1-5     |
| Olympique de Marsella | 4-1    | Brøndby IF               | 3-0   | 1-1     |
| Dynamo Dresden        | 4-5    | AEK Atenes               | 1-0   | 3-5     |
| Budapest Honvéd FC    | (c)2-2 | FK Vojvodina             | 1-0   | 1-2     |
| Derry City FC         | 1-6    | SL Benfica               | 1-2   | 0-4     |
| Linfield FC           | 1-3    | FC Dniprò Dnipropetrovsk | 1-2   | 0-1     |
| FC Swarovski Tirol    | 9-2    | AC Omonia                | 6-0   | 3-2     |

## Segona ronda
| Equip 1                  | Global | Equip 2            | Anada | Tornada |
| ------------------------ | ------ | ------------------ | ----- | ------- |
| Malmö FF                 | 1-4    | KV Mechelen        | 0-0   | 1-4     |
| AC Milan                 | 2-1    | Reial Madrid CF    | 2-0   | 0-1     |
| Bayern Múnic             | 6-1    | 17 Nëntori Tirana  | 3-1   | 3-0     |
| Steaua Bucarest          | 2-5    | PSV Eindhoven      | 1-0   | 1-5     |
| Sparta Praga             | 2-5    | CSKA Sofia         | 2-2   | 0-3     |
| Olympique de Marsella    | 3-1    | AEK Atenes         | 2-0   | 1-1     |
| Budapest Honvéd FC       | 0-9    | SL Benfica         | 0-2   | 0-7     |
| FC Dniprò Dnipropetrovsk | 4-2    | FC Swarovski Tirol | 2-0   | 2-2     |

## Quarts de final
| Equip 1      | Global | Equip 2                  | Anada | Tornada  |
| ------------ | ------ | ------------------------ | ----- | -------- |
| KV Mechelen  | 0-2    | AC Milan                 | 0-0   | 0-2 (pr) |
| Bayern Múnic | 3-1    | PSV Eindhoven            | 2-1   | 1-0      |
| CSKA Sofia   | 1-4    | Olympique de Marsella    | 0-1   | 1-3      |
| SL Benfica   | 4-0    | FC Dniprò Dnipropetrovsk | 1-0   | 3-0      |

## Semifinals
| Equip 1               | Global | Equip 2      | Anada | Tornada  |
| --------------------- | ------ | ------------ | ----- | -------- |
| AC Milan              | (c)2-2 | Bayern Múnic | 1-0   | 1-2 (pr) |
| Olympique de Marsella | 2-2(c) | SL Benfica   | 2-1   | 0-1      |

## Final
| AC Milan     | 1 – 0 | SL Benfica |
| ------------ | ----- | ---------- |
| Rijkaard 68' |       |            |

| Guanyador de la Lliga de Campions 1989-90 |
| ----------------------------------------- |
| AC Milan Quart títol                      |